# Klasse (tijdschrift)
Klasse is een Vlaams magazine, uitgegeven door het Vlaams Ministerie van Onderwijs en Vorming. Het richt zich tot leerkrachten, directeurs en onderwijsbegeleiders. Het blad verschijnt driemaandelijks.

## Ontstaan
Bij de overheveling van de onderwijsbevoegdheden naar de Vlaamse gemeenschap werden de "mededelingen van het ministerie van Onderwijs" in een nieuw kleedje gestoken. Die "mededelingen" waren eigenlijk niet meer dan een droge opsomming van wetteksten en (wijzigingen aan) omzendbrieven, uittreksels uit het Belgisch Staatsblad en administratieve mededelingen.
Het vakblad Klasse kreeg echter een eigen redactie en meer onafhankelijkheid. Het brengt nog steeds nieuws van wetgevend werk maar het accent verschuift naar inhoudelijke bijdragen over allerhande onderwijskundige thema's, zoals "pesten op school", leraren-evaluatie, huiswerkbegeleiding, huisonderwijs. Een deel van het blad wordt ook ingenomen door een rubriek Lerarenkaart.

## Stopzetting en herlancering (2014-2015)
Tot januari 2015 was Klasse (voor leraren) een maandblad. In 2014 viel de financiering voor het drukken en verzenden naar alle leraren weg. Het blad hield dan ook in januari op met verschijnen, net als alle andere publicaties van Klasse (Klasse voor ouders, Maks! en Yeti). Tussen januari 2015 en september 2015 verscheen enkel een speciaal paasnummer op beperkte oplage.
In september 2015 werd door dezelfde redactie een nieuw magazine gelanceerd onder de naam Klasse, voor de doelgroep leraren. De vormgeving, inclusief het logo van Klasse, kreeg hierbij een restyling. Dit magazine verschijnt viermaal per jaar (in december, maart, juni en september). Het wordt niet langer automatisch naar alle leraren verzonden, maar is enkel via een betaald abonnement te krijgen.

## Lerarenkaart
De redactie van Klasse verzorgt ook de Lerarenkaart, die tot december 2024 verdeeld werd aan alle leraren via afhaalpunten of via een abonnement op Klasse magazine. Met deze kaart hebben leraren gratis toegang tot speciale lerarendagen in bioscopen, musea, tentoonstellingen, etc. Er worden ook kortingen aangeboden bij tal van culturele evenementen zoals concerten, museumbezoek, educatieve reizen,... en bij commerciële partners (winkels). De kaart wordt ook in andere Europese landen vaak aanvaard als legitimatie voor lerarenkorting. Sinds januari 2025 is de Lerarenkaart enkel via app beschikbaar. 

## Leraar van het jaar
Elk jaar organiseert Klasse de verkiezing van 'De Leraar van het jaar'. Dat is een symbolische titel die een uitzonderlijke leraar in de bloemetjes zet en de aandacht vestigt op het belang en de betekenis van leraren voor de samenleving. De nominaties voor de Leraar van het jaar gebeuren door collega's, ouders en kinderen, zij sturen een dossier naar de redactie. Daar wordt dan de uiteindelijke winnaar gekozen door een jury van de redactie. Tijdens een slotceremonie in het Ministerie van Onderwijs en Vorming worden de meest in het oog springende nominaties overlopen en wordt de winnaar bekendgemaakt.
Elk jaar wordt de selectie beperkt tot een bepaald onderwijsniveau (kleuter - lager - secundair) of thema (bijvoorbeeld 'teams'). In 2012 werd - in het teken van 'Het jaar van de man' een elftal van mannelijke leraren uit alle onderwijsniveaus uitgeroepen tot Leraar van het Jaar.

## Historische producten

### Stopgezette tijdschriften
Van dezelfde redactie verscheen tot januari 2015 ook
- Maks!, een maandblad voor jongeren, gericht op leerlingen uit de tweede en derde graad secundair onderwijs
- Yeti: een maandblad voor leerlingen uit de derde graad basisonderwijs
- Klasse voor ouders: een maandblad voor ouders van leerlingen tot en met de tweede graad secundair onderwijs.

Deze andere publicaties verschenen ook niet meer na december 2014, wegens besparingen bij de Vlaamse Overheid.

### TV.Klasse
Tussen 2007 en 2015 maakte Klasse ook online televisie onder de noemer TV.Klasse, rond dezelfde thema's die in de tijdschriften en de resp. websites aan bod komen. De filmpjes van TV.Klasse worden aan de man gebracht via de verschillende websites van de publicaties, via de website van TV.Klasse en op YouTube. De merknaam TV.Klasse wordt sinds 2015 niet meer gebruikt, maar video is geïntegreerd in de reguliere website, en Klasse is aanwezig op Youtube.

### De Pladijzen
Jaarlijks organiseerde Klasse de Pladijzen. Dit waren creatieve zoektochten die meestal in steden plaatsvinden. De Bronzen Pladijs voor jongeren, de Zilveren Pladijs voor leraars en de Gouden Pladijs voor ouders.
Tijdens de zomervakantie van 2009 vond in Mechelen 'De Gouden ZomerPladijs' plaats.
Op 18 oktober 2009 'De Gouden ZeePladijs' aan de kust.

## Kritische noot
Het blad wordt niet rechtstreeks gecontroleerd door de minister, maar wordt wel uitgegeven door het Vlaams Ministerie van Onderwijs en Vorming. Sommigen vinden dat het blad daardoor te veel een promotie-instrument voor 'Brussel' (het beleid) wordt. Anderen vragen zich ook af of het tot de taken van de overheid behoort om met belastinggeld dergelijk tijdschrift te publiceren.
Sinds 2025 is de Lerarenkaart enkel via app beschikbaar. Dit zorgde voor kritiek van leraren die dit aanvoelden als een verplichting om een smartphone te gebruiken.